# Maja Dimitrovski
Maja Dimitrovski, slovenska upravnica in političarka, * 11. marec 1975.
Dimitrovska, diplomantka upravnih ved in podiplomska študentka na Fakulteti za upravo, je bila kot članica Pozitivne Slovenije poslanka Državnega zbora Republike Slovenije. Po kratki poslanski karieri je delala na Ministrstvu za obrambo, v kabinetu Ministrstva za kulturo in v Ministrstvu za javno upravo. S svojo ministrico je 2023 potovala v New York.